# Victorino Martín García
Victorino Martín García (Madrid, 4 de octubre de 1961) es un veterinario y ganadero español, propietario de la ganadería del mismo nombre, e hijo del ganadero Victorino Martín Andrés. Durante su juventud llegó a actuar como novillero en algunos festejos y es autor de un libro en el que explica el origen de la ganadería familiar. 
En 2017 asumió la presidencia de la Fundación del Toro de Lidia, como organización dedicada a la promoción y difusión de la cultura taurina. En representación de esta oenegé compareció en la Comisión de Cultura y Deportes del Senado de España donde explicó las consecuencias del animalismo en la cultura occidental.

## Biografía
Victorino Martín García inició su formación educativa en Galapagar para ingresar más tarde en el Real Colegio de Alfonso XII de San Lorenzo del Escorial. Al acabar esta etapa, ingresa en la Facultad de Veterinaria de la Universidad Complutense de Madrid, donde se licencia en 1987. Trasladado a Extremadura, trabajó como veterinario de oficio de la Consejería de Sanidad de la Junta de Extremadura hasta 1994.

### Vida familiar
El ganadero Victorino Martín estuvo casado con Pilar Canto, de cuya relación nacieron sus dos hijas, Pilar Martín y María Martín.

## Trayectoria profesional

### Novillero
Vinculado desde niño al mundo de los toros, inició sus andaduras como torero a los diez años de edad toreando en la finca Los Lavajos (Guadarrama, Madrid) y se presentó en público como becerrista el 5 de septiembre de 1978 en un festival celebrado en Alcaraz (Albacete), plaza en la que volvería actuar en 2004 en un evento benéfico.
En 1982 debutará como novillero en la Plaza de toros de Logroño, con un encierro de la ganadería de Hernández Pla. Consolidado como torero novel, el 17 de abril de 1983 debuta con picadores en la Plaza de toros de Nimez, con una corrida de José Luis Sánchez y acartelándose junto al portugués Tino Lopes y Luis Miguel Campuzano. Torea ocho novilladas en las dos temporadas siguientes, entre ellas un festejo dentro de la Feria de Fallas de Valencia, hasta que se retira tras participar en la novillada celebrada en Calahorra con novillos de Camaligera y donde toreó en compañía de Jaime Malaver y Gallito de Alfaro. Tras titularse como veterinario abandonará definitivamente su trayectoria como novillero para centrarse en la cría de toros bravos.

### Ganadero
En 1988 inicia su faceta como ganadero de toros bravos en la ganadería familiar de Victorino Martín, ayudando a su padre en la cría y la selección de bravo, y al que consideró como "maestro, espejo y referente". Tras la muerte del fundador del hierro madrileño, Martín asumirá la dirección de la ganadería junto a su hija Pilar, regentándola hasta la actualidad.

### Apoderado
Victorino Martín a lo largo de su carrera ha desempeñado la función de apoderado de algunos diestros. Conjuntamente con Antonio Corbacho dirigió la carrera de José Tomás en sus primeros años. Asimismo, y en compañía de su padre, apoderó a toreros como Miguel Abellán, Andrés Caballero o el colombiano Luis Bolívar.

## Obras

### Publicaciones
- Victorino por Victorino (Espasa-Calpe, 2000).[15]

### Ponencias
- "El veterinario y el toro de lidia. Inauguración del curso del Colegio Oficial de Veterinarios de León. León, 7 de noviembre de 2017.[16]
- "Fundación del Toro de Lidia: nuevos horizontes en la Fiesta taurina". IV Encuentros de Tauromaquia: el mundo del toro como oportunidad de emprendimiento. Universidad Internacional Menéndez Pelayo. Sevilla, 11 de abril de 2018.[17]
- "El toro: protagonista del arte de la tauromaquia". VII Curso de formación para la asistencia médica y de enfermería en los festejos taurinos populares de Extremadura. Moraleja, 9 de mayo de 2019.[18]
- "La tauromaquia en tiempos de pandemia". Jornadas culturales del Capítulo de Granada de la Fundación del Toro de Lidia. Granada, 2 de junio de 2021.[19]